# Síndrome purpúrico
El síndrome purpúrico, también llamado púrpura a secas, se caracteriza por la aparición de manchas cutáneas de color rojo o púrpura que no desaparecen al aplicarles presión. Se debe a sangrado subcutáneo e incluye la presencia de petequias (lesiones menores de 3 mm de diámetro) y equimosis (lesiones de un diámetro mayor de 2 cm). Las lesiones de tamaño intermedio representan la púrpura propiamente dicha, que puede ser palpable (lo que en general indica la existencia de vasculitis) o no palpable. La púrpura suele asociarse con un trastorno de la hemostasia primaria y tiene como causa subyacente una gran variedad de enfermedades. Entre las infecciosas se destacan el tifus y la meningococemia.
La presencia de lesiones purpúricas en un niño, en particular si es un recién nacido, requiere una evaluación diagnóstica urgente.

## Clasificación
Dentro de los mecanismos fisiopatológicos del síndrome purpúrico, las causas subyacentes se pueden dividir en:
- Trombocitopenia:
  - Púrpura trombocitopénica secundaria
  - Púrpura postransfusional

- Con recuento plaquetario normal (anormalidades en la función plaquetaria):
  - Congénitas: Síndrome de Bernard-Soulier y Enfermedad de Glanzmann
  - Adquiridas: macroglobulinemia de Waldenstrom, Síndrome urémico y Síndromes mieloproliferativos

- Alteraciones vasculares:
  - Vasculitis como por ejemplo Púrpura de Schönlein-Henoch
  - Daño vascular
  - Estados de hipertensión

- Alteración de la coagulación:
  - Coagulación intravascular diseminada (CID)
- Otras:
  - Escorbuto
  - Meningococemia

## Causas
Las púrpuras no trombocitopenicas pueden ser causa de:
- Amiloidosis.
- Trastornos de la coagulación sanguínea.
- Citomegalovirus congénito.
- Síndrome de rubéola congénita.
- Medicamentos que pueden afectar la actividad plaquetaria.
- Vasos sanguíneos frágiles que se observan en personas mayores (púrpura senil).
- Hemangioma.
- Inflamación de los vasos sanguíneos (vasculitis), como la púrpura de Henoch-Schönlein que causa un tipo de púrpura levantado.
- Cambios de presión que ocurren durante un parto vaginal.
- Escorbuto (deficiencia de vitamina C).
- Uso de esteroides.
- Ciertas infecciones.
- Algunas Lesiones.

La púrpura trombocitopénica puede ser causa de:
- Fármacos que reducen el conteo de plaquetas.
- Púrpura trombocitopénica idiopática (PTI).
- Trombocitopenia neonatal inmunitaria (puede presentarse en niños cuyas madres sufren de PTI).
- Meningococemia, un tipo de púrpura levantado.

## Síntomas
- Períodos menstruales anormalmente abundantes en las mujeres.
- Sangrado en la piel, a menudo alrededor del mentón, que causa una erupción cutánea característica que luce como pequeñas manchas rojas (erupción petequial).
- Propensión a la formación de hematoma.
- Sangrado nasal o bucal.

## Diagnóstico
El diagnóstico, que es principalmente clínico, cobra real importancia en el momento de encontrar la causa subyacente de la púrpura. Entre los exámenes utilizados se destacan:
- Hemograma con recuento plaquetario
- Pruebas de hemostasia primaria
- Pruebas inmunológicas

## Tratamiento
El tratamiento es orientado a resolver a la patología de base que origina el síndrome purpúrico